# Riverside Drive (Manhattan)
La Riverside Drive est une avenue de New York.

## Situation et accès
Elle s'étend du nord au sud de l'arrondissement de Manhattan. Elle longe l'Hudson River à l'ouest de l'île entre la 72e rue et la 181e rue, à proximité du pont George-Washington. La largeur de la Riverside Drive évolue le long de son parcours : elle est par endroits très large, mais rétrécit au nord au point de ressembler à une petite rue serpentant dans les hauteurs de Harlem. Plusieurs des adresses les plus célèbres de la ville se situent sur l'avenue. 

## Origine du nom
Le nom « Riverside Drive » vient de sa position géographique, cette avenue longe la rive du fleuve Hudson, sur le côté ouest de Manhattan.

## Historique
C'est Frederick Law Olmsted, créateur de Central Park, qui a imaginé l'avenue, qui rentrait dans le projet de son Riverside Park. Elle traverse plusieurs quartiers de Manhattan, du sud au nord : l'Upper West Side, Morningside Heights, Manhattanville dans le quartier de Harlem, puis les Washington Heights. Parmi les monuments bordant l'avenue, on retrouve le General Grant National Memorial, le Soldiers' and Sailors' Monument, ainsi qu'une statue de Jeanne d'Arc. La Riverside Church, le Riverbank State Park sont également situés à proximité.

## Bâtiments remarquables et lieux de mémoire
Au croisement avec la 72e Rue, une statue en bronze d'Eleanor Roosevelt est inaugurée en 1996 par la Première dame Hillary Clinton. Au pied de la statue sont inscrits quelques mots d'Adlai Stevenson : « Her glow has warmed the world », ce qui veut dire : « Sa flamme a réchauffé le monde ».